# Ivděl
Ivděl (rusky Ивдель) je město ve Sverdlovské oblasti v Ruské federaci. Při sčítání lidu v roce 2010 měl bezmála osmnáct tisíc obyvatel.

## Poloha
Ivděl je nejsevernějším městem Sverdlovské oblasti – přibližně 60 kilometrů západně od něj je hranice s Permským krajem. Od Jekatěrinburgu, správního střediska oblasti, je vzdálen přibližně 535 kilometrů severně. Leží ve východním předhoří Severního Uralu na řece Ivdělu jen pár kilometrů nad jejím ústím do Lozvy (vše v povodí Irtyše). Nejbližší města v okolí jsou Severouralsk přibližně 65 kilometrů jihozápadně a Volčansk přibližně 86 kilometrů jižně.

## Dějiny
Koncem 16. století byla na soutoku postaven dřevěná pevnost zvaná Lozvinskij gorodok (Лозьвинский городок, doslova Lozvinské městečko). Později se zdejší osídlení nazývalo Nikito-Ivděl (Никито-Ивдель).
V roce 1924 bylo sídlo přejmenováno na současné jméno. V roce 1937 zde byl založen tábor systému Gulag. Městem je Ivděl je od roku 1943.